# Virginie Lagoutte-Clément
Virginie Lagoutte-Clément, née le 2 février 1979 à Montélimar, est une golfeuse française.

## Biographie
Elle devient joueuse du Ladies European Tour en 2004. Sa première victoire sur le Ladies European Tour a lieu en 2005 lors de l'Open des Pays-Bas ; elle remporte en 2006 l'Open de Finlande et en 2010 l'Open d'Écosse.